# Venturia prolixa
Venturia prolixa là một loài tò vò trong họ Ichneumonidae.